# 日本水商売協会
一般社団法人日本水商売協会（にほんみずしょうばいきょうかい）は、ナイトビジネスを経営する経営者とナイトワークで働く女性の双方を支援する目的で設置された日本の一般社団法人。「水商売」という単語の持つネガティブなイメージを払拭する思いから、協会名に採用している。事務局は東京都文京区水道。代表理事甲賀香織。

## 沿革、活動
- 2018年12月 - 設置
- 2019年1月 - 公式ウェブサイトと公式インスタグラムを創設
- 2019年4月13日 - セミナー「これからの時代の節税、丸わかりセミナー！」を開催[4]
- 2019年11月25日 - セミナー「歌舞伎町流　シャンパンタワーまでの営業の流れ」を開催[4]
- 2020年4月 - 公式ツイッターを開設
- 新型コロナウイルス関連の活動は後述

## 新型コロナウイルス関連
- 2020年4月 - 「確定申告をおこなうなど、正当な経済活動をしている事業主」(キャバクラ嬢など)に対しても平等に手続きをすすめてほしいと、オンライン署名サイト「Change.org」で、2020年4月10日現在、7066筆の署名を集めた[5]。

- 2020年4月 - 自民党本部を訪れ、業種によるコロナ自粛等の支援の差をなくすよう要望[6]。

- 2020年7月9日 - ナイトクラブなどを訪れ、コロナウィルス感染予防の必要性などを呼びかけ、従業員に感染の疑いがある場合の対応などを説明。

- 2020年7月20日、- 代表の甲賀香織が新宿区歌舞伎町のホストクラブやキャバクラに感染対策を直接要請するキャンペーンに参加[7]。日本外国特派員協会で記者会見を行い、夜の繁華街で新型コロナウイルスの感染確認が相次ぐ中で「『夜の街』をひとくくりにして批判するのではなく、現場の声に耳を傾け、本質的な解決に目を向けてほしい」と訴えた。その会見では「国が示したガイドラインは実態とかけ離れ、現実的でないうえ、順守徹底させる仕組みもない。」との批判も示した[3]。